# Chrzanów (Warszawa)
Chrzanów – osiedle i obszar MSI w dzielnicy Bemowo w Warszawie.

## Opis
Na południe od Górc i Grot, bliżej ulicy Połczyńskiej, po zachodniej stronie ulicy Lazurowej, powstała w drugiej połowie XIX wieku szlachecka wieś Macierzysz-Chrzanowo, należąca do rodziny Chrzanowskich, znana od XVII wieku jako Chrzanów.
Około 1877 roku na terenie Chrzanowa, w kierunku wsi Odolany, 15 osadników niemieckich założyło Kolonię Chrzanów. Po 1886 roku na terenie Chrzanowa zbudowano fort IV Chrzanów, który, podobnie jak fort III Blizne, przetrwał do 1913 roku, potem stracił strategiczne znaczenie i był użytkowany jako magazyn.
W obszarze Chrzanowa i Jelonek Południowych w XIX wieku powstało wiele cegielni – największa z nich to fabryka dachówek Bogumiła Schneidera, której śladem są dziś Glinianki Schneidera.
W końcu XIX wieku lub na początku XX wieku powstał folwark Mory. W lutym 1913 Towarzystwo Ogrodnicze Warszawskie ogłosiło konkurs na rozplanowanie folwarku Mory, przeznaczonego na stację doświadczalną i szkołę ogrodniczą wraz z arboretum. 
W 1951 gromadę Chrzanów, w tym folwark Mory, włączono w granice m.st. Warszawy. W latach 1951–1989 Chrzanów należał do dzielnicy Wola, w 1989–1994 do dzielnicy-gminy Warszawa-Wola.
W 2022 roku rozpoczęto prace przygotowawcze do budowy stacji metra Chrzanów.